# 石井太吉

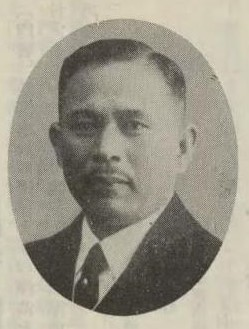
石井太吉

石井 太吉（いしい たきち、1880年3月21日 - 1966年2月16日）は、日本の発明家、実業家。旧姓は内田。

## 経歴
神奈川県横浜市出身。内田峰吉の長男として生まれる。その後、石井長吉の養子となる。
1900年（明治33年）に東京・月島に石井鐵工所を創業した。1902年に工手学校（現・工学院大学）を卒業。1908年に石井家の家督を相続した。
1919年（大正8年）に株式会社石井鐵工所を設立した。
起重機製造株式会社取締役、高岡瓦斯株式会社社長、東洋酸素（現・日本酸素ホールディングス）取締役、箱根水田取締役、月島衛生取締役、伊東瓦斯取締役などを務めた。
1936年に紺綬褒章、1944年に緑綬褒章、1958年に紫綬褒章を受章。
1966年2月16日、脳血栓のため慶應義塾大学病院で死去。

## 特許
- 特許第74213号 無水槽瓦斯溜気密装置
- 特許第74361号 均圧多層瓦斯溜
- 特許第80432号 石井式円型無水槽瓦斯溜
- 特許第88356号 無水槽瓦斯溜気密装置
- 特許第88357号 無水槽瓦斯溜気密装置
- 特許第88358号 無水槽瓦斯溜気密装置
- 特許第88800号 多層瓦斯槽溜気密装置
- 特許第90431号 瓦斯溜導車装置
- 特許第91828号 瓦斯槽の填料装置